# Gebrüder Mönnig Holzblasinstrumente

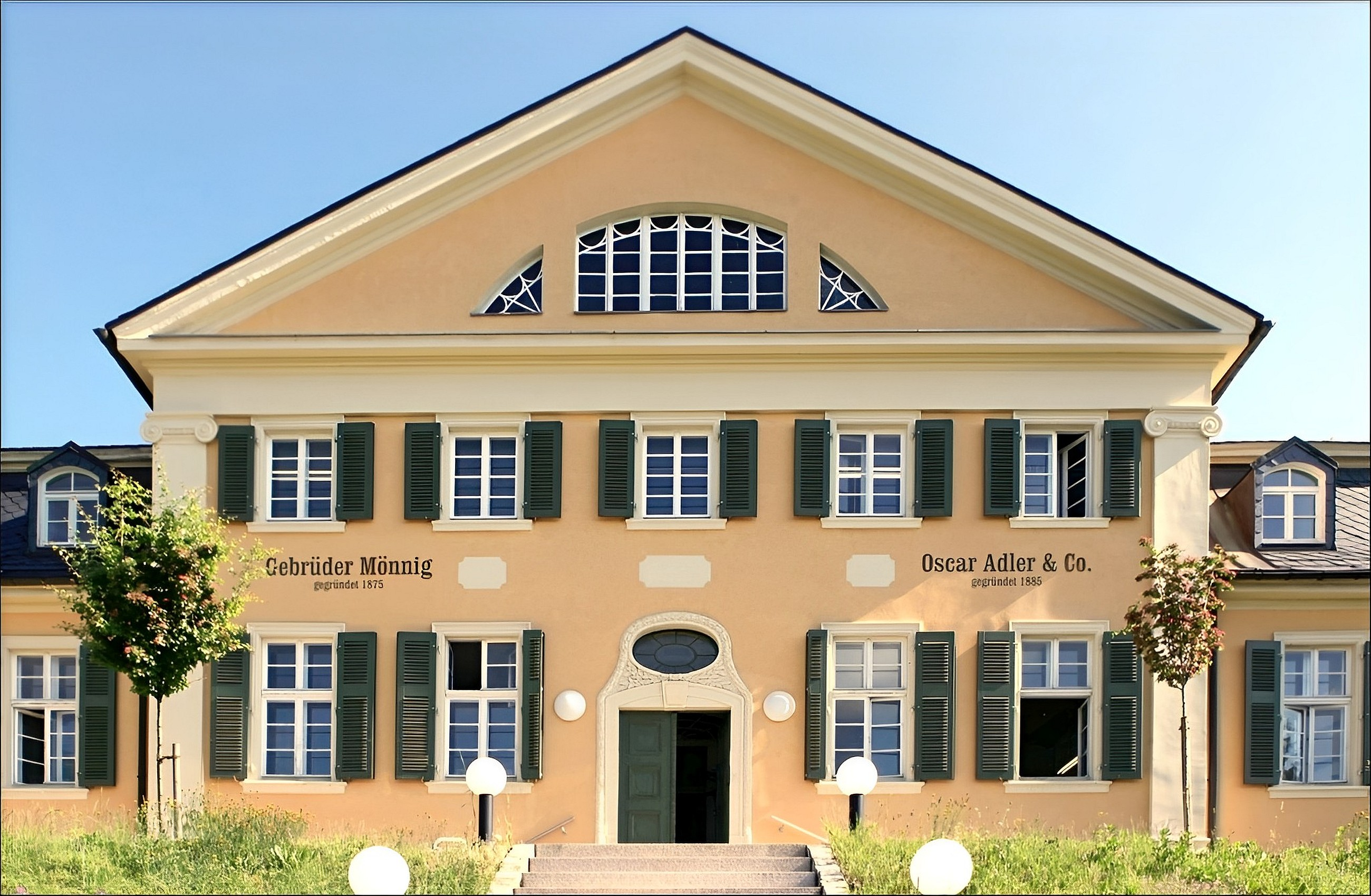
Firmengebäude: „Schuster-Villa“

Die Gebrüder Mönnig Holzblasinstrumente GmbH ist eine Manufaktur zur Herstellung von Oboen, Fagotten und Klarinetten mit Sitz in Markneukirchen im sächsischen Vogtland.
Im September 1991 gründeten acht Privatpersonen, darunter drei mit dem Namen Mönnig, die vorgenannte Gesellschaft, die die Überbleibsel der zu DDR-Zeiten verstaatlichten, bis ins 19. Jahrhundert zurückreichenden Traditionsmarken Gebrüder Mönnig und Oscar Adler & Co. erwarb und nach Schwierigkeiten mit Erfolg einen Neuanfang in der Herstellung hochwertiger Holzblasinstrumente unter diesen Marken organisierte. Während für die beiden Marken zunächst noch getrennte Produktionsstätten bestanden, wurden diese nach einem Umzug im Jahre 2001 in die sog. Schuster-Villa zusammengeführt.

## Produkte

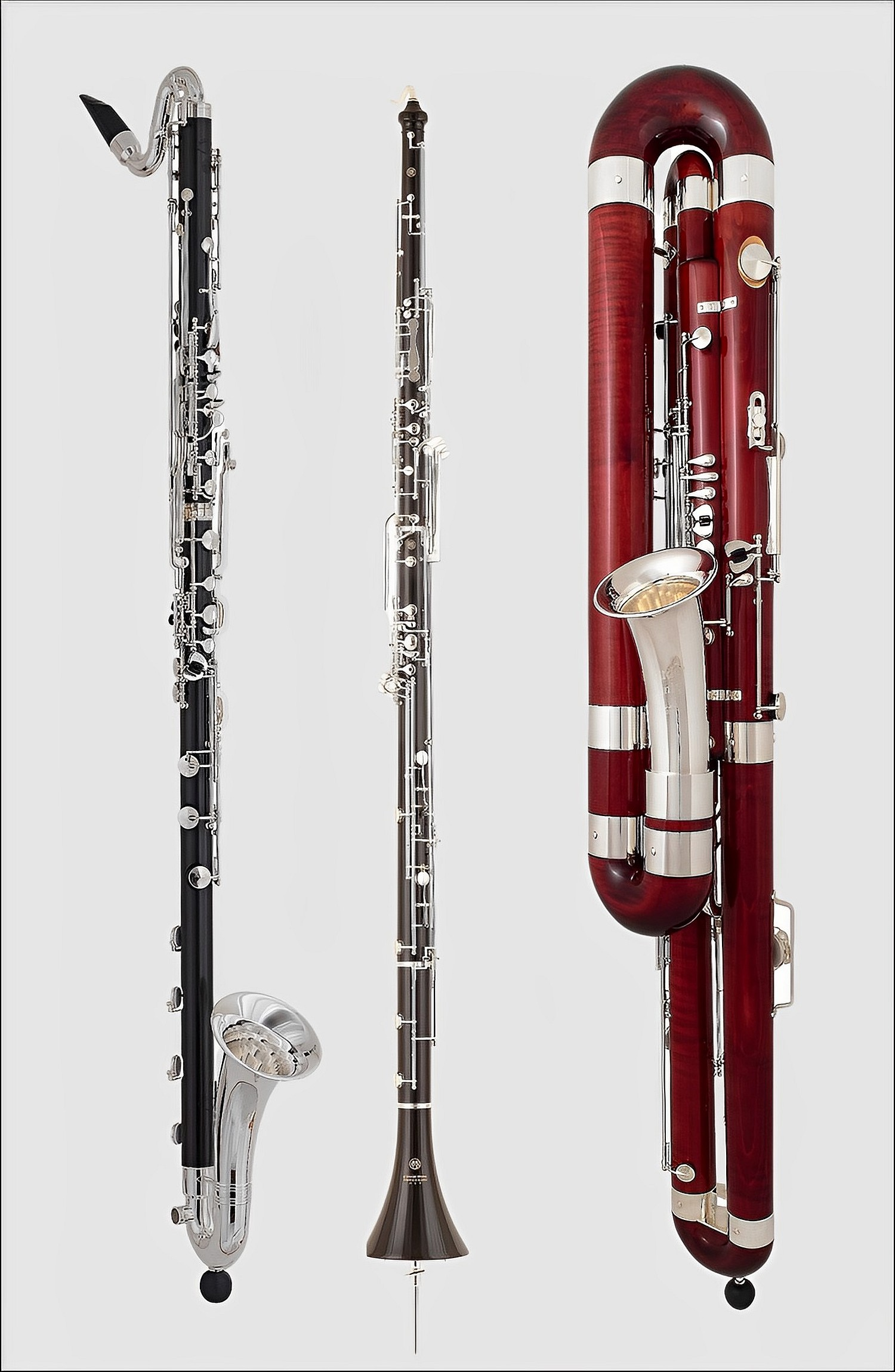
Tiefgänger: Bassklarinette bis C, Bassoboe, Kontrafagott

Oboen und Fagotte für professionelle Spieler werden unter der Marke Gebrüder Mönnig und die übrigen Oboen und Fagotte sowie Klarinetten unter der Marke Oscar Adler & Co. wie folgt angeboten:
Oboen und Oboen d’Amore: Mönnig-Oboen zwei Modelle, Adler-Oboen drei Modelle
Englisch Hörner: fünf Modelle
Bassoboen: Eine professionelle Bassoboe bis tief A
Fagotte: drei professionelle Kompaktmodelle, davon eines für solistischen Einsatz vorgesehen, ein weiteres für den Einsatz im Orchester und eins für Studenten und semiprofessionelle Spieler
Kontrafagotte: zwei professionelle Instrumente, eins bis tief B und eins bis tief A reichend
Klarinetten mit deutschem System (Oehler-System)
- in Es: drei Modelle mit jeweils fünf Ringen und 22, 20 bzw. 19 Klappen

- in C: zwei Modelle mit je fünf Ringen und 20 bzw. 19 Klappen

- in B und A: zwei Oehler-Modelle mit zusätzlicher Tief-E/F-Verbesserung („Volloehler“), ein Oehler-Modell und drei Klarinetten deutschen Systems mit 24, 22 und 20 Klappen und je sechs Ringen

- nur in B: ein Modell mit 20 Klappen und 6 Brillenringen

- Bassklarinetten (in B): zwei Modelle bis Tief-C und zwei Modelle bis Tief-Es, jeweils eins voll-, das andere halbautomatisch

Klarinetten mit französischem System ( Böhm-System)
- in B und A: ein Profi-Modell 18/6 mit 17 Klappen, zusätzlichem Es-Heber (für das kleine Gis und das zweigestrichene Es) und 6 Ringen

- nur in B: zwei Studentenmodelle, davon eins Standard-Böhm 17/6 mit 17 Klappen und 6 Ringen und ein weiteres mit zusätzlichem Es-Heber (18/6)

Alle Klarinetten mit Ausnahme der Bassklarinetten bis Tief-Es und alle Oboen mit Ausnahme der Bassoboe werden aus Grenadill hergestellt, die Bassboboe und die Fagotte aus Riegel-Ahorn, mit unterschiedlichen Oberflächenbehandlungen und die Bassklarinetten bis Tief-Es aus Palisander. Die Solistenmodelle der Oboen, Oboen d’Amore und Englischhörner werden sowohl aus Grenadill als auch aus Riegelahorn gebaut.

## Absatz
Die Firma vertreibt die von ihr hergestellten Instrumente über ausgewählte Fachhändler mit Reparatur- und Wartungsservice in einer größeren Anzahl von Ländern, davon etwa 60 % in Deutschland, 20 % in den restlichen Ländern der EU und etwa 10 % in anderen Ländern.

## Auszeichnungen
- Deutscher Musikinstrumentenpreis 2008 für Bassklarinette[6]
- Deutscher Musikinstrumentenpreis 2018 für Oboe, Modell 155 AM[7]

## Geschichte
Die Geschichte der Firma Gebrüder Mönnig reicht zurück bis ins Jahr 1815, als Johann Carl Friedrich Mönnig (1789 – 1837) in die Neukirchner Blasinstrumentenmacher-Gesellschaft aufgenommen wurde. 1875 wurde die Firma durch Wilhelm Heinrich Mönnig als Unternehmen angemeldet, 1906 erhielt sie durch dessen Söhne Hans und Fritz Mönnig den Namen "Gebrüder Mönnig".
Im Laufe der Jahrzehnte entwickelte sich die Firma zu einem Unternehmen mit einem jährlichen Ausstoß von mehreren tausend Holzblasinstrumenten aller Art. Vor allem im Oboenbau galt Mönnig bis in die 1950er Jahre hinein als wegweisend und marktführend. 1937 erhielt die Firma auf der Weltausstellung in Paris für die damals innovative Kombination der Instrumente mit dem neuen Material Plexiglas den Grand Prix.
Ebenfalls in Markneukirchen angesiedelt war die im Jahr 1885 von Oscar Adler (1862 – 1922) gegründete Firma Oscar Adler & Co., die aufgrund ihrer Größe und der sehr fortschrittlichen technischen Ausstattung bereits 1902 als „größte und produktivste Fabrik für Holzblasinstrumente in ganz Deutschland und Österreich-Ungarn“ bezeichnet wurde. 1901 baute man hier die ersten fabrikmäßig hergestellten Saxophone in Deutschland, von denen bis 1968 unter den 11 verschiedenen Modellnamen OCU, RELDA, ODEUM, ORFEON, ELECTRA, RACSO, SYMPHONIE, GLORIA, ETERNA, SONORA und TRIUMPH fast 10.000 Stück verkauft wurden. Wie bei Mönnig wurde auch bei Oscar Adler das gesamte Sortiment an Holzblasinstrumenten gefertigt, mit jährlichen Stückzahlen von teilweise mehr als 8.000.
In der DDR wurden beide Unternehmen verstaatlicht, mit der Folge deutlicher Qualitätsverluste. Die Produktpalette wurde gestrafft und die Produktion von Saxophonen 1968 komplett eingestellt.
Nach der Reprivatisierung im Jahre 1991 gestaltete sich der Neuanfang und die Anpassung an den freien Markt unter den alten Produktionsverhältnissen als schwierig, so dass dem Unternehmen zeitweise die Insolvenz drohte. Unter einem im Jahre 2000 eingesetzten neuen Management wurden sämtliche Instrumente überarbeitet und durch den Einsatz hochmoderner Technik nicht nur qualitativ auf einen aktuellen Stand gebracht, sondern gleichzeitig in ihren musikalisch-akustischen Eigenschaften entscheidend weiterentwickelt. Zudem erfuhren ehemals eingestellte Instrumentenmodelle eine Neuauflage (Bass-, C- und Es-Klarinette) oder es konnten komplette Neuentwicklungen (Kinderinstrumente, Bassoboe) vorgestellt werden.